# Tommaso di Villanova
Tommaso di Villanova, al secolo Tomás García Martínez (Fuenllana, novembre 1486 – Valencia, 8 settembre 1555), è stato un eremitano di Sant'Agostino spagnolo, divenuto poi arcivescovo di Valencia. Fu anche asceta e predicatore. È stato proclamato santo da papa Alessandro VII nel 1658.

## Biografia
Figlio di un mugnaio, nacque nel 1486 a Fuenllana, nella regione della Mancia (Spagna centro-meridionale), e crebbe nel vicino paese di Villanueva de los Infantes (italianizzato come Villanova). Studiò arte e teologia presso l'Università di Alcalá de Henares dove, dopo la laurea, divenne professore di filosofia nel 1514.
Nel 1516 prese la decisione di entrare tra gli agostiniani di Salamanca: prese i voti perpetui nel 1518 e fu ordinato sacerdote; fu superiore in vari conventi, poi priore provinciale per l'Andalusia e la Castiglia: fu il primo ad inviare missionari agostiniani nelle Americhe.
Fu scelto da Carlo V come proprio consigliere spirituale e confessore personale: l'Imperatore lo stimò a tal punto da offrirgli l'arcivescovado di Granada, ma Tommaso di Villanova rifiutò per umiltà; nel 1544, sollecitato anche dal Papa, venne eletto arcivescovo metropolita di Valencia pur continuando a occuparsi del suo ordine religioso.
Malato di angina pectoris, Tommaso di Villanova morì l'8 settembre 1555. I suoi resti sono esposti nella cattedrale di Valencia.

## Il culto
È stato beatificato il 7 ottobre 1618 da papa Paolo V: papa Alessandro VII lo ha proclamato santo il 1º novembre 1658.
Memoria liturgica l'8 settembre (per la messa tridentina il 22 settembre).

## Genealogia episcopale e successione apostolica
La genealogia episcopale è:
- Cardinale Juan Pardo de Tavera
- Arcivescovo Tommaso di Villanova

La successione apostolica è:
- Arcivescovo Giovanni Cengria (1548)